# Campeonato nacional de Estados Unidos 1899
Lista de los campeones del Campeonato nacional de Estados Unidos de 1899:

## Senior

### Individuales masculinos
Malcolm Whitman vence a  J. Parmly Paret, 6–1, 6–2, 3–6, 7–5

### Individuales femeninos
Marion Jones vence a  Maud Banks, 6–1, 6–1, 7–5

### Dobles masculinos
Holcombe Ward /  Dwight Davis vencen a  Leo Ware /  George Sheldon, 6–4, 6–4, 6–3

### Dobles femeninos
Jane Craven /  Myrtle McAteer vencen a  Maud Banks /  Elizabeth Rastall, 6–1, 6–1, 7–5

### Dobles mixto
Elizabeth Rastall /  Albert Hoskins vencen a  Jane Craven /  James Gardner, 6–4, 6–0, ret.
| Predecesor: 1898                         | Campeonato nacional de Estados Unidos 1899 | Sucesor: 1900                         |
| Predecesor: Campeonato de Wimbledon 1899 | Grand Slam 1899                            | Sucesor: Campeonato de Wimbledon 1900 |

- Datos: Q2714381